# Joe Kelly (pilote)
Pour les articles homonymes, voir Kelly et Joe Kelly.
Joseph Kelly dit Joe Kelly, né le 13 mars 1913 à Dublin en Irlande et décédé le 28 novembre 1993 à Neston dans le Cheshire en Angleterre, était un ancien pilote automobile irlandais. Il a participé à deux manches du championnat du monde de Formule 1.

## Biographie

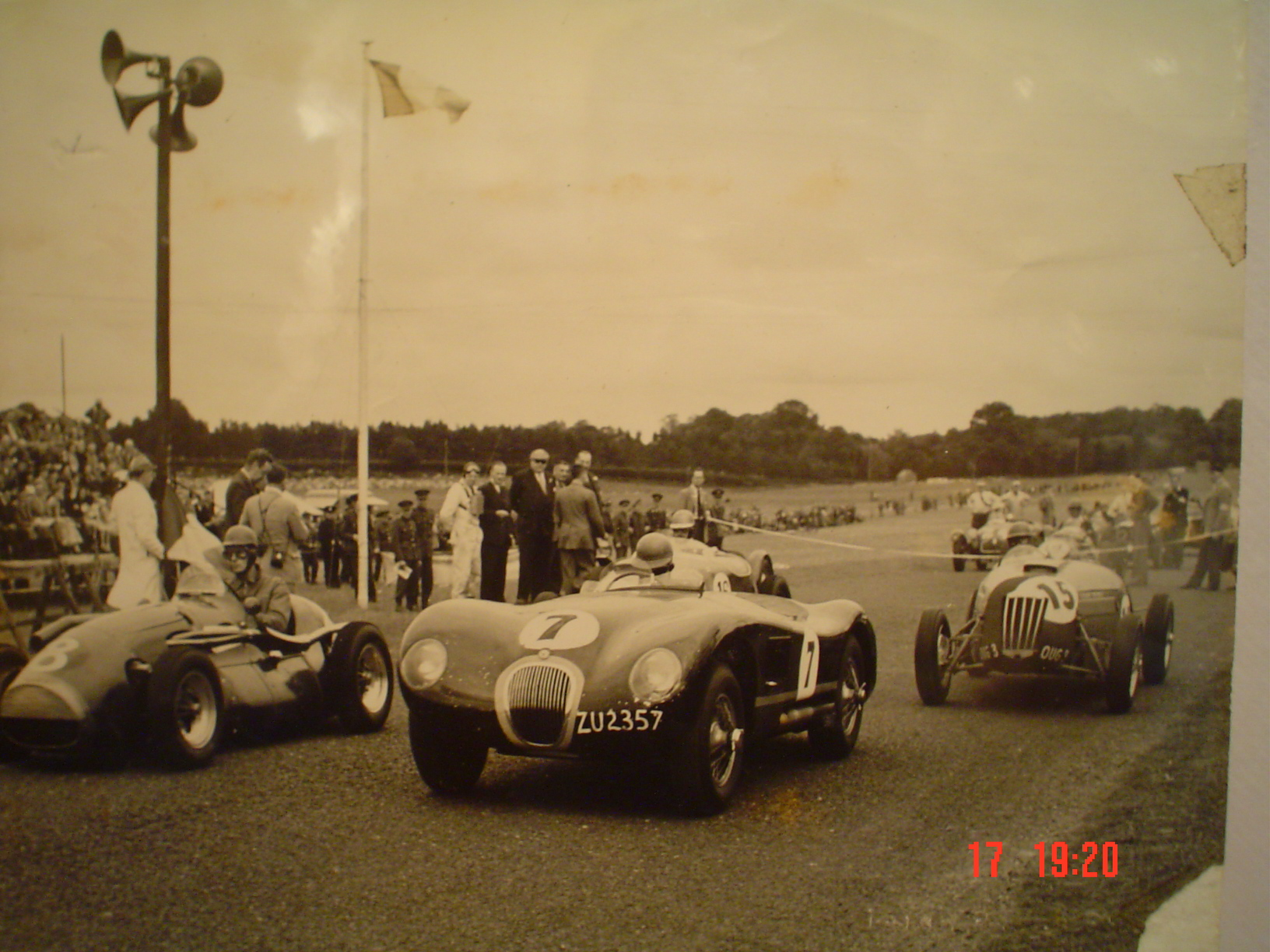
Joe Kelly sur Jaguar type C

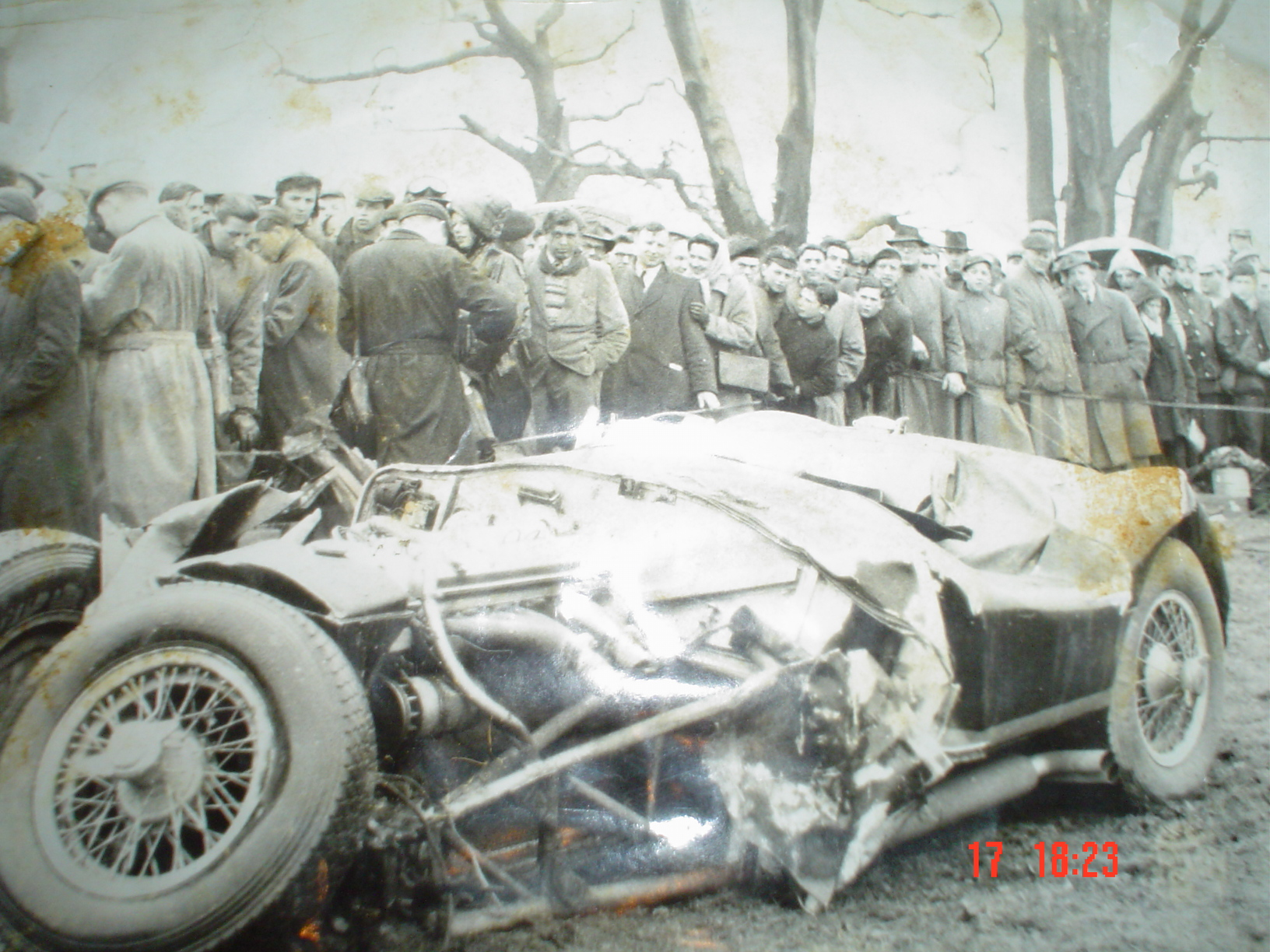
La jaguar de Joe Kelly après l'accident d'Oulton park qui mit fin à sa carrière

Joe Kelly, à l'origine vendeur de moteurs automobiles (à une époque où chaque amateur d'automobile pouvait monter le moteur de son choix sur le châssis de son choix) débute en compétition automobile au volant d'une Alta GP. Il participe ainsi à la première course du championnat du monde de F1, le Grand Prix automobile de Grande-Bretagne 1950, disputée sur le circuit de Silverstone. L'Alta GP ne lui permet que de se qualifier en 19e position sur la grille puis de terminer non classé à 13 tours du vainqueur Giuseppe Farina. Hors-championnat, Kelly réussit quelques performances honorables en terminant 4e de l'Ulster Trophy et second du Wakefield Trophy.
En 1951, Kelly s'engage à nouveau au GP de Grande-Bretagne avec la même monoplace que la saison précédente. Il progresse à peine en qualification (18e) et termine à nouveau non classé à 15 tours du vainqueur José Froilán González.
En 1952, Kelly ne participe plus qu'à des épreuves hors-championnat du monde. Son Alta GT est devenue totalement obsolète et Kelly entreprend de la modifier. Le moteur Alta 4 en ligne est remplacé par un Bristol BS1 à 6 cylindres en ligne de 130ch tandis que le châssis, également modifié par ses soins, est rebaptisé IRA (Irish Racing Automobile). Au volant de sa monoplace, Kelly termine 3e de l'Ulster Trophy en 1952.
Joe Kelly décide alors d'orienter sa carrière vers les courses de voitures de sport qu'il dispute au volant d'une Jaguar Type C. En 1955, il est contraint de raccrocher son casque à la suite d'un accident à Oulton Park où il est sérieusement blessé aux jambes.

## Résultats en championnat du monde de Formule 1
| Saison | Écurie    | Châssis | Moteur          | Pneus  | GP disputés     | Points inscrits | Classement |
| ------ | --------- | ------- | --------------- | ------ | --------------- | --------------- | ---------- |
| 1950   | Joe Kelly | Alta GP | Alta 4 en ligne | Dunlop | Grande-Bretagne | 0               | n.c.       |
| 1951   | Joe Kelly | Alta GP | Alta 4 en ligne | Dunlop | Grande-Bretagne | 0               | n.c.       |

## Sources
- (en) Cet article est partiellement ou en totalité issu de l’article de Wikipédia en anglais intitulé « Joe Kelly (racing driver) » (voir la liste des auteurs).